# Атентат на кнеза Михаила Обреновића
Атентат на кнеза Михаила Обреновића, познат и као Топчидерска катастрофа, десио се 29. маја 1868. године у Кошутњаку, када је група завереника пиштољима убила тадашњег кнеза Србије Михаила Обреновића.

## Позадина
Док је кнез Михаило Обреновић заводио апсолутизам у земљи, против њега је склопљена завера са циљем да се он убије. Главни организатори и извршиоци завере су били браћа Радовановићи, који су се светили због робије свога брата Љубомира Радовановића. Коста Радовановић, главни извршилац убиства је био имућан и угледан трговац. Његов брат Павле Радовановић је био с њим за време атентата, а трећи од браће је био Ђорђе Радовановић. Непосредни помагачи у убиству су били Лазар Марић, бивши председник београдског окружног суда и Станоје Рогић, бивши трговац.

## Атентат
У среду, 29. маја 1868. око 5 часова поподне кнез Михаило је кренуо кочијама да се превезе до Кошутњака. Са њим је ишао његов ађутант Светозар Гарашанин, син Илије Гарашанина, а у кочијама су до кнеза седеле Томанија Обреновић, његова стрина, Анка Константиновић, његова сестра од стрица и Катарина, Анкина ћерка са којом је кнез желео да се ожени.
У парку на Кошутњаку појавили су се Павле и Коста Радовановић у свечаним црним оделима, цилиндрима на главама и упереним пиштољима у правцу кнежеве кочије. Први је пред кочију излетео Коста. Њега је кнез Михаило Обреновић препознао због спора око његовог брата Љубомира. Последње речи кнеза које је сам признао Коста на суђењу су биле: „Дакле, истина је“. Кнез их је говорио на француском језику јер су даме до њега знале француски.
Катарина је покушала да се наслони на кнеза и да не да Радовановићу да пуца. На суђењу је Коста изјавио да није желео убити никог другог већ само кнеза. Лакеј који је возио кочију је преклињао браћу да не чине лудост. Први је почео пуцати Коста, придружио му се Павле. Кнез Михаило је убијен са три хица, а такође је страдала и Анка Константиновић која је својим телом покушала да заштити кнеза за време пуцњаве, док је Светозар Гарашанин рањен пао са коња и онесвестио се. Катарина је лакше рањена и дозивала је помоћ на француском и придржавала мртвог кнеза.
Браћа су почела да беже низ Кошутњак према Топчидеру где су их чекали остали завереници.
Ту их је спазила и једна војна патрола и ухапсила их. Неки су били и рањени приликом бекства.
Сви завереници су изведени на саслушање истог дана, а главну реч је водио Никола Христић. Пресуда је била — смрт. Завереници су стрељани у поноћ на Карабурми, а у читавој Кнежевини је била велика жалост. Међу оптуженима су били и Ненадовићи, родбински повезани са Карађорђевићима и Павлом Радовановићем.
Због поверљивих докумената о апсолутистичком режиму кнеза Михаила и пресуде на смрт Љубе Радовановића, влада је сакрила документа са саслушања и узроке атентата. Јавности је само речено да су страни плаћеници убили кнеза Михаила и да су кажњени смрћу. Национална жалост је трајала три дана.
Место погибије кнеза Михајла у Кошутњаку налази се недалеко од Хајдучке чесме. На пропланку на којем је 29. маја 1868. године убијен, налази се подзидана зараван са ниским каменим стубовима између којих је разапет масивни украсни ланац. Место уоквирује ограда од кованог гвожђа. Његов гроб се налази у Саборној цркви у Београду.

## Последице
Будући да кнез Михаило није оставио законитих потомака за наследника је изабран унук Милошевог брата Јеврема, Милан Обреновић. После убиства кнеза Михаила 1868. Србијом је владало трочлано Намесништво у име малолетног кнеза Милана до 1872.
Намесништво су чинили: Миливоје Блазнавац, Јован Ристић и Јован Гавриловић.
О његовом убиству снимљена је ТВ серија „Што се боре мисли моје”.

## Судски процес у Србији
Браћа Радовановић и њихови помагачи су убрзо после атентата ухапшени, и организовано им је суђење. На њему су изјавили да им је бивши кнез Србије Александар Карађорђевић (кнез) дао новац за извршење атентата, а да су им помогли и Ненадовићи, који су били у родбинским везама и са кнезом Александром, пошто му је супруга Персида одатле, а и један од Радовановића је био ожењен Ненадовићком. Суд је закључио да је завера за циљ имала да доведе Петра Карађорђевића на чело Србије као новог кнеза. Атентатори су осуђени на смрт, а кнез Александар, који је имао 62 године и од Светоандрејске скупштине живео као приватни грађанин у Пешти и Темишвару, био је осуђен у одсуству на 20 година затвора.
Приликом извршења смртне казне над атентаторима је дошло до несрећног случаја: командант стрељачког вода Василије Мијатовић је стојао преблизу осуђеника, па га је један рикошет од храстовог коца за који је један осуђеник био везан погодио, услед чега је и он преминуо. Док српске новине нису покриле овај догађај, он се јавио у неколико аустријских новина.
Због поверљивих докумената о апсолутистичком режиму кнеза Михаила и пресуде на смрт Љубе Радовановића, влада је сакрила документа са саслушања и узроке атентата. Јавности је само речено да су страни плаћеници убили кнеза Михаила и да су кажњени смрћу. Национална жалост је трајала три дана.

## Судски процес против Александра Карађорђевића у Аустроугарској
Кнез Александар Карађорђевић је 8. августа (27. јула) 1868. био ухапшен у Пешти, и тамо му је организовано суђење заједно са сарадницима Павлом Трифковићем и Филипом Станковићем. Тужилаштво је тражило смртну казну за кнеза Александра, уз објашњење да је организовао атентат, за Трифковића се тражило 15 година тешког рада, а за Станковића 20 година тешког рада. После дугог судског процеса, суд у Пешти је 6. октобра (24. септембра) 1870. сву тројицу прогласио невиним услед недостатка доказа, и у складу са тим су пуштени на слободу.